# 卡洛特鯰
卡洛特鯰，為輻鰭魚綱鯰形目項鰭鯰科的其中一種，為熱帶淡水魚類，分布於南美洲蓋亞那Cuyuni河流域，體長可達3.7公分，棲息在砂石底質溪流底層水域，生活習性不明。

## 扩展阅读
維基物種上的相關：卡洛特鯰